# Cuphea purpurascens
Cuphea purpurascens är en fackelblomsväxtart som beskrevs av Bacigal.. Cuphea purpurascens ingår i släktet blossblommor, och familjen fackelblomsväxter. Inga underarter finns listade i Catalogue of Life.